# Kameny
Kameny (łac. Camenae) – w mitologii rzymskiej nimfy źródeł, obdarzone darem wieszczym. W pobliżu Porta Capena znajdował się święty gaj, w którym składano im ofiarę z wody i mleka.
W późniejszym okresie Kameny utożsamione zostały z greckimi muzami.